# Косло, Пол
Пол Косло (англ. Paul Koslo, настоящее имя Манфред Козловски нем. Manfred Koslowski; 27 июня 1944, Германия — 9 января 2019) — канадский актёр.

## Биография
Манфред Козловски родился в 1944 году в Германии. Его отец служил солдатом в германской армии в годы Второй Мировой, и после окончания войны вместе с семьёй переехал в Саскачеван, в Канаду. В юности Козловски твёрдо решил стать актёром и поступил в Национальную Театральную Школу Канады (англ. National Theatre School of Canada) в Монреале.

## Карьера
Дебютировал в 1966 году на телевидении, взял себе псевдоним Пол Косло.
В 1974 году стал одним из основателей театра The Met Theatre в Лос-Анджелесе, где затем встретил свою будущую жену — Аллер Патерсон Косло. Они поженились в 1997 году.
В 2004 году Косло оставил актёрскую деятельность. В 2007 году стал владельцем ресторана американской кухни Rock Inn недалеко от озера Лейк-Хьюз в Калифорнии.
Косло скончался 9 января 2019 года от рака поджелудочной железы.

## Фильмография
| Год  |    | Русское название           | Оригинальное название               | Роль                    |
| ---- | -- | -------------------------- | ----------------------------------- | ----------------------- |
| 1970 | ф  | Вьетнамские ангелы         | Nam’s Angels                        | Лимпи                   |
| 1971 | ф  | Исчезающая точка           | Vanishing Point                     | Чарли Скотт             |
| 1971 | ф  | Человек Омега              | The Omega Man                       | «Голландец»             |
| 1972 | с  | Миссия невыполнима         | Mission: Impossible                 | Олли Шенкс              |
| 1972 | ф  | Джо Кидд                   | Joe Kidd                            | Рой                     |
| 1974 | с  | Дымок из ствола            | Gunsmoke                            | Кори                    |
| 1975 | с  | Женщина-полицейский        | Police Woman                        | Джонни «Стикер» Хьюз    |
| 1976 | ф  | Путешествие проклятых      | Voyage of the Damned                | Аарон Познер            |
| 1978 | ф  | Завтра не наступит никогда | Tomorrow Never Comes                | Вилли                   |
| 1979 | ф  | Любовь и пули              | Love and Bullets                    | Ханс                    |
| 1980 | ф  | Врата рая                  | Heaven's Gate                       | мэр Чарли Лежак         |
| 1980 | ф  | Насилие и брак             | Rape and Marriage: The Rideout Case | Ральф Ларсон            |
| 1985 | с  | Команда «А»                | The A-Team                          | Танен                   |
| 1986 | с  | Секретный агент Макгайвер  | MacGyver                            | доктор Суварин          |
| 1988 | с  | Фэлкон Крест               | Falcon Crest                        | Джордж Весткотт         |
| 1989 | ф  | Роботы-бойцы               | Robot Jox                           | Александер              |
| 1990 | ф  | Большой калибр             | Loose Cannons                       | Йозеф Гриммер           |
| 1990 | ф  | Экстро 2: Второе вторжение | Xtro 2: The Second Encounter        | доктор Алекс Саммерфилд |
| 1990 | с  | Флэш                       | The Flash                           | Джонни Рэй Хикс         |
| 1992 | в  | Проект «Охотник за тенью»  | Shadowchaser                        | агент Тревеньян         |
| 1993 | ф  | Женщины за решёткой 2      | Chained Heat II                     | Франклин Гофф           |
| 1996 | тф | Минотавр                   | Downdraft                           | генерал Дэвлин          |
| 1998 | с  | Крутой Уокер               | Walker, Texas Ranger                | Мэттью Лич              |
| 1999 | ф  | Инферно                    | Inferno                             | Айвз                    |